# Olivier Goka
Olivier Goka, né le 18 mai 1972 à Bruxelles (province de Brabant), est un auteur de bande dessinée et illustrateur plasticien belge.

## Biographie
Olivier Goka naît le 18 mai 1972 à Bruxelles. Il se forme à l'illustration à l'ESA Saint-Luc de Bruxelles puis au cinéma d'animation à La Cambre à Bruxelles.
Illustrateur plasticien, il développe un univers en plastique recyclé. Il crée des sculptures, des personnages et leur environnement, en assemblant des objets ou des morceaux d'objets en plastique. Il travaille avec des éléments récupérés. Les sculptures sont mises en scène et photographiées pour donner naissance à des images, des illustrations pour la presse internationale, pour des campagnes de communication belges et étrangères et présentées lors d'expositions.
Pour Spirou, il crée seul un strip Antarctique Nord qu'il publie jusqu'en 2020. Il n'existe pas de compilation en album.
En 2013, il est lauréat d'une bourse de la Fédération Wallonie-Bruxelles.
L’atelier d’Olivier Goka se situe à quelques encablures de la Gare du Midi.

## Publications
- Grand Petit Lapin, Rascal, L'École des loisirs, 2016  (ISBN 9782211222761)
- Maman sort des bébés, Eléna Zampino, Éditions Zoom, 2004  (ISBN 9782919934324)

## Expositions
- Grand et Petit lapin à La Crypte Tonique, Bruxelles du 20 au 29 juin 2016[4].